# Flaco (compositor)
Flaco (en latín: Flaccus) fue un compositor latino que vivió en el siglo II a. C.. Se conocen pocos datos sobre su vida. Algunas fuentes indican que pudo ser un hombre libre, un liberto o un esclavo de uno de los mecenas de Terencio. Escribió partituras musicales para las comedias de este autor. Algunos comentarios adicionales sobre los modos musicales empleados han desconcertado a los académicos: no se sabe si Terencio se refiere a melodías o instrumentos musicales.
Flaco tiene la distinción de ser el único compositor de la antigua Roma del que se dice que queda música. Una frase musical que acompaña a una sola línea de la obra de Terencio (de la obra Hecyra) fue copiada en el siglo XVIII por el compositor italiano Arcangelo Corelli de un manuscrito del siglo X; sin embargo, el musicólogo Thomas J. Mathiesen comenta que ya no se cree que sea auténtico.